# コンテストパーク
コンテストパークは、1994年から2008年にかけて運営されていたアマチュアデジタル作品のコンテスト。略称はコンパク。

## 概要
当初はアスキーが刊行していた『ログイン ソフコン』誌のコーナーとして、1994年から同誌が休刊する1997年まで連載されていた。そして同年5月から2002年6月にかけては、エンターブレインのウェブサイトにおいてインターネットコンテストパークとして運営されていた。
『自作ゲーム大年表』ではインターネットコンテストパークについて、多くの名作フリーゲームを生み出したRPGツクール2000の盛り上がりを大きく支えたとしており、その突然の終了は「勢いづき始めたネットのフリーゲーム文化における事件」であったとしている。審査スタッフの一人であった重歳謙治は、毎月多数の作品が投稿されるようになって「審査の質」を維持するのが困難になっため、終了せざるを得なかったと述べている。
2002年7月からは『テックウィン』誌上に移行し、名称もテックウィンコンテストパークに改められた。2006年3月に同誌が休刊となって以降はコンテストパークwebとして再びウェブサイト内で開催されるようになったが、2008年6月8日の結果発表分をもって終了した。
「アマチュアゲームコンテスト」とされていたが、コンピュータゲームだけではなくプログラムやCGなども応募可能であり、楽曲などが金賞を受賞した例もある。テックウィンコンテストパーク以降に金賞ないしはプラチナ賞を受賞した作品は、「コンテストパーク 名誉の殿堂」においてレビュー記事ともどもアップロードされていた。
当初は入賞作品ごとに賞金額が決定されていたが、1998年7月の受賞作からはプラチナ賞（賞金額150,000円）・金賞（同50,000円）・銀賞（同30,000円）・銅賞（同10,000円）という体系になった。テックウィンコンテストパークとなってからも当初は同様の体系であったが、2004年7月の同誌季刊化以降はプラチナ賞50,000円・金賞30,000円・銀賞10,000円・銅賞5,000円に引き下げられた。コンテストパークwebとなって以降の賞金も同額であった。

## 主な受賞作
金賞・プラチナ賞受賞作、およびインターネットコンテストパークにおける賞金額5万円以上の入賞作については太字で表示。

### ソフコンコンテストパーク受賞作
- ぬいぐるず（1995年、RPGツクールDante98製、『自作ゲーム大年表』に掲載[2]）
- To.mo.da.chu!?（1995年、恋愛シミュレーションゲーム、RPGツクールDante98製、『アドベンチャーゲームサイド』にて言及[8]）
- 震度8の恐怖（1995年、アドベンチャーゲーム、RPGツクールDante98製、『アドベンチャーゲームサイド』にて言及[8]）
- コープスパーティー（1996年、アドベンチャーゲーム、RPGツクールDante98製、第2回アスキーエンタテインメントソフトウェアコンテスト最優秀賞受賞作）

### インターネットコンテストパーク受賞作
| 作品                                      | 年月       | 賞         | 注釈 |
| ----------------------------------------- | ---------- | ---------- | --- |
| WASTEWORLD                                | 1997年6月  | 66,000円   | RPGツクールDante98製。 |
| ILLUSION                                  | 1997年7月  | 76,000円   | RPGツクールDante98製。 |
| CLOCK                                     | 1997年8月  | 57,000円   | RPGツクールDante98製。下記『梓999』の作者曽我部一郎による作品。 |
| 美声工房                                  | 1997年8月  | 55,000円   | MUSIC.COM用ツール。 |
| 梓999                                     | 1997年10月 | 68,000円   | RPGツクールDante98製のアドベンチャーゲーム。上記『CLOCK』の作者曽我部一郎による作品。『自作ゲーム大年表』に掲載。『アドベンチャーゲームサイド』では、演出やシナリオが高く評価されたDante98作品としている。 |
| My Bright Sunny Sky                       | 1997年10月 | 52,000円   | RPGツクールDante98II製。 |
| Reflection                                | 1997年11月 | 110,000円  | SITER SKAINによって制作されたシューティングゲーム。 |
| fantasia                                  | 1997年12月 | 88,000円   | RPGツクールDante98II製。 |
| クッキングアドベンチャー                  | 1998年5月  | 45,000円   | RPGツクール95製。「年間人気作品ベスト10」の投票では第4位。 |
| 囚人へのペル・エム・フル                  | 1998年8月  | プラチナ賞 | RPGツクールDante98II製。エジプトのピラミッドを舞台とするホラーゲーム。ツクール製ホラーゲームの名作として知られており、作者である八百谷真は上記の『コープスパーティー』から大きな影響を受けたと述べている。グラフィックや演出のほか「ツクールの機能の限界を逆手に取ったようなデームデザイン」についても評価されている。第3回アスキーエンタテインメントソフトウェアコンテストアスキーツクール作品賞受賞作。 |
| Nostalgia for the Wind                    | 1998年9月  | 銅賞       | 楽曲。「年間人気作品ベスト10」の投票では第5位。 |
| ワイルドキング                            | 1998年10月 | 銀賞       | シミュレーションRPGツクール95製。「年間人気作品ベスト10」の投票では第2位。下記の『ツクラーの野望』や『クリエイティブストーリー』の作者リィによる作品。 |
| Check mate!!                              | 1999年3月  | 銅賞       | RPGツクール95製。「年間人気作品ベスト10」の投票では第1位。 |
| ときめきメロディー                        | 1999年4月  | 銅賞       | RPGツクール95製。『自作ゲーム大年表』に掲載。 |
| KNight-Blade -The Survivor of Hell Hound- | 1999年6月  | 金賞       | RPGツクール95製。「年間人気作品ベスト10」の投票では第1位。下記『Bite a Cat!』の作者重歳謙治による作品。 |
| 盗賊レインの英雄伝                        | 1999年6月  | 銅賞       | シミュレーションRPGツクール95製。「年間人気作品ベスト10」の投票では第5位。 |
| コズミックパーム                          | 1999年8月  | 銀賞       | シミュレーションRPGツクール95製。「年間人気作品ベスト10」の投票では第3位。下記の『ツクラーの野望』や『クリエイティブストーリー』の作者リィによる作品。 |
| Moon Whistle                              | 1999年10月 | 金賞       | RPGツクール95製。第4回Aコン佳作。 |
| レドナント破邪記                          | 1999年10月 | 金賞       | RPGツクール95製。 |
| Bite a Cat!                               | 1999年10月 | 金賞       | RPGツクール95製のアドベンチャーゲーム。第4回Aコン佳作。上記『KNight-Blade』の作者重歳謙治による作品。 |
| 高等学校競技剣術世界大会                  | 1999年10月 | 銀賞       | シミュレーションRPGツクール95製。第4回Aコン特別賞。 |
| PARANOIANS                                | 2000年2月  | 銅賞       | シミュレーションRPGツクール95製。下記『Gu-L』の作者焼城ユブによる作品。「年間人気作品ベスト10」の投票では第3位。 |
| PARANOIANS2 ～無気力症候群～              | 2000年5月  | 銅賞       | シミュレーションRPGツクール95製。下記『Gu-L』の作者焼城ユブによる作品。「年間人気作品ベスト10」の投票では第3位。 |
| リフレクターズ                            | 2000年8月  | 金賞       | RPGツクール95製のパズルゲーム。第5回第5回受賞作品・EBゲームコンテストコンストラクションソフト作品部門奨励賞。 |
| ゲームパッキング                          | 2000年9月  | 金賞       | RPGツクール2000製。下記の『ツクラーの野望』や『クリエイティブストーリー』の作者リィによる作品。 |
| へっぽこ二人組みの何でも屋セロリー        | 2000年10月 | 銅賞       | RPGツクール2000製のノベルゲーム。「年間人気作品ベスト10」の投票では第5位。『自作ゲーム大年表』では「ギャグゲーというジャンルを成立させた作品」であるとしている。 |
| ときどきメモリアルバウト                  | 2000年11月 | 金賞       | 2D格闘ツクール95製。「年間人気作品ベスト10」の投票では第4位。『自作ゲーム大年表』に掲載。 |
| Gu-L                                      | 2001年3月  | 銀賞       | RPGツクール2000製。上記「PARANOIANS」シリーズの作者焼城ユブによる作品。「総合人気作品ベスト10」の投票では第5位。 |
| 女神の涙                                  | 2001年3月  | 銅賞       | RPGツクール2000製。アルファナッツのHIDEによる作品。 |
| エクシード X-1 CLASH                      | 2001年4月  | 金賞       | 2D格闘ツクール95製。 |
| Good Viking                               | 2001年4月  | 金賞       | RPGツクール2000製。下記の『ツクラーの野望』や『クリエイティブストーリー』の作者リィによる作品。 |
| 盗人講座                                  | 2001年5月  | 金賞       | RPGツクール2000製。第5回EBゲームコンテストコンストラクションソフト作品部門入賞。 |
| With Walker                               | 2001年5月  | 銅賞       | RPGツクール2000製。「総合人気作品ベスト10」の投票では第6位。 |
| SERAPH -eau rouge-                        | 2001年6月  | 金賞       | RPGツクール95製。 |
| BELIEVE it or not                         | 2001年7月  | 金賞       | RPGツクール2000製。第5回EBゲームコンテスト奨励賞。 |
| IndeTerminatePLUS                         | 2001年7月  | 銅賞       | RPGツクール2000製。アルファナッツのHIDEによる作品。 |
| マテリアル〜カルチアの詩〜                | 2001年8月  | 金賞       | RPGツクール2000製。 |
| 満月の夜の姫                              | 2001年11月 | 銅賞       | RPGツクール2000製。ストーリーとグラフィックが評価されている。 |
| 天使の絵本 -THE FABLES ALTER-             | 2002年1月  | 金賞       | RPGツクール2000製のアクションゲーム。『おばけの行進曲』（2003年）の作者さもなー（sam113）による作品。 |
| 空 ～KU～                                 | 2002年1月  | 銀賞       | RPGツクール2000製。ストーリーやゲームシステムなどが評価されている。 |
| 旋風仮面                                  | 2002年2月  | 金賞       | RPGツクール2000製。「総合人気作品ベスト10」の投票では第3位。『自作ゲーム大年表』に掲載。下記の『ツクラーの野望』や『クリエイティブストーリー』の作者リィによる作品。 |
| 今の風を感じて                            | 2002年4月  | 金賞       | RPGツクール2000製。アルファナッツによる作品。 |
| 偽りの神話                                | 2002年5月  | 金賞       | RPGツクール2000製。『自作ゲーム大年表』に掲載。下記『虚ろいの都』の作者d-sakaによる作品。 |
| ACTIVE                                    | 2002年5月  | 金賞       | RPGツクール2000製のアクションゲーム。 |
| 炎帝セイバー                              | 2002年5月  | 銀賞       | RPGツクール2000製。「総合人気作品ベスト10」の投票では第6位。 |
| 月夜に響くノクターン                      | 2002年6月  | 銀賞       | RPGツクール2000製。 |
| Bombe                                     | 2002年6月  | 銅賞       | RPGツクール2000製のパズルゲーム。ストーリーについても評価されている。 |

### テックウィンコンテストパーク受賞作
| 作品                         | 年月       | 賞         | 注釈 |
| ---------------------------- | ---------- | ---------- | --- |
| ADVENTURE STORY              | 2002年11月 | 金賞       | RPGツクール2000製。アクションRPGとしての操作性の良さについても評価されている。 |
| music is a lifeほか2曲       | 2002年12月 | 金賞       | 楽曲。 |
| ラーゼルの風                 | 2003年1月  | 金賞       | RPGツクール95製。 |
| プレイアちゃんの勇気         | 2003年1月  | 銅賞       | RPGツクール2000製。“Possibilities of Non-Commercial Games”では女性のアマチュアゲームクリエイターによる独創的なRPGツクール製作品の一つとしてあげられている。 |
| わたしのゆうしゃさま?        | 2003年3月  | 金賞       | RPGツクール2000製。下記『CUBE!』の作者MASAによる作品。 |
| 指武利遊戯                   | 2003年4月  | 金賞       | 2D格闘ツクール2nd.製のアクションゲーム。 |
| 勇者御一行様殺人事件         | 2003年5月  | 銀賞       | RPGツクール2000製のアドベンチャーゲーム。『魔王物語物語』（2007年）や『ムラサキ』（2014年）を制作したカタテマのてつによる作品。 |
| ツクラーの野望               | 2003年6月  | 金賞       | RPGツクール2000製。 |
| Orchestral Technoほか2曲     | 2003年6月  | 金賞       | 楽曲。 |
| Carist                       | 2003年7月  | 銀賞       | RPGツクール2000製。第1期年間大賞においてコンストラクション部門賞を受賞。下記『Lost Maria』の作者ImCyan-アイムシアン-による作品。 |
| Morning,Star                 | 2003年10月 | 金賞       | RPGツクール2000製。ストーリーや戦闘システムなどが評価されている。 |
| マキコー姫の大冒険           | 2003年11月 | 金賞       | RPGツクール2003製。 |
| クミとクマ                   | 2003年12月 | 銀賞       | RPGツクール2000製。下記の『呪いの海に願いを』を制作したタンクタウンによる作品。 |
| アイノリタクシー             | 2003年12月 | 銀賞       | RPGツクール2000製のパズルゲーム。下記『twelve』の作者abc男による作品。 |
| 零の刻                       | 2003年12月 | 銀賞       | RPGツクール2000製。格闘ゲーム風の戦闘システムなどが評価されている。 |
| SPIN2                        | 2004年1月  | 銀賞       | RPGツクール2000製のパズルゲーム。『アイノリタクシー』や『twelve』の作者abc男による作品。 |
| innocent nail                | 2004年1月  | 銀賞       | RPGツクール2003製。下記『dominalance "other Ragnarok"』の作者サウラスド（sau）による作品。成長システムや「やり込み要素」についても評価されている。 |
| ALIVE                        | 2004年4月  | 敢闘賞     | RPGツクール2000製。『D.backup』（2013年）を制作したPhysics Pointによる作品。 |
| twelve                       | 2004年7月  | 金賞       | RPGツクール2003製のアドベンチャーゲーム。上記『アイノリタクシー』の作者abc男による作品。 |
| Fake Trap. -Treasures-       | 2004年7月  | 金賞       | RPGツクール2000製のアドベンチャーゲーム。 |
| 虚ろいの都                   | 2004年10月 | 金賞       | RPGツクール2003製。上記『偽りの神話』の作者d-sakaによる作品。 |
| 黒魔剣士アース魔石伝説       | 2004年10月 | 金賞       | RPGツクール2003製。タクミによる「黒魔剣士アース」シリーズの2作品目。 |
| スピリットファイア           | 2004年10月 | 銅賞       | シミュレーションRPGツクール95製。 |
| SPY                          | 2005年1月  | プラチナ賞 | RPGツクール2000製。スパイを題材とした作品。外国で新聞記者として活動する諜報員が主人公であり、ゲーム開始時に選択できるデモから作中の世界情勢などを知ることができる。ストーリーやゲームシステムなどが評価されており、「普通のRPGではあまり好まれない『村人との会話』を逆に利用」した作品とも評されている。 |
| VECTOR                       | 2005年1月  | 金賞       | RPGツクール2000製のアクションゲーム。 |
| HEXA ROUTE                   | 2005年1月  | 金賞       | パズルゲーム。 |
| dominalance "other Ragnarok" | 2005年4月  | 金賞       | RPGツクール2003製。上記『innocent nail』の作者サウラスド（sau）による作品。のちに『Dominalance Other Ragnarok Dual Story』へ改題。 |
| シルフェイド幻想譚           | 2005年4月  | 金賞       | RPGツクール2000製。下記『モノリスフィア』を制作したSilverSecondのSmokingWOLFによる作品。 |
| CUBE!                        | 2005年4月  | 金賞       | RPGツクール2000製。上記『わたしのゆうしゃさま?』の作者MASAによる作品。 |
| 白狼隊士記                   | 2005年7月  | 金賞       | RPGツクール2000製。下記の『La lune froide』を制作したPhysical Room C.S.K.による作品。 |
| Lost Maria -名もなき花-      | 2005年7月  | 金賞       | RPGツクール2000製。上記『Carist』の作者ImCyanによる作品。 |
| 三番界スイーパーズ           | 2005年7月  | 金賞       | 3Dアクションゲーム。 |
| ウェディングドレスファイター | 2006年1月  | 金賞       | RPGツクール2000製。 |
| 蒼の傀儡 完全版              | 2006年1月  | 金賞       | RPGツクール2000製。 |
| 白百合丸                     | 2006年1月  | 金賞       | アニメーション作品。 |

### コンテストパークweb受賞作
| 作品                                 | 時季     | 賞           | 注釈 |
| ------------------------------------ | -------- | ------------ | --- |
| ミチル見参!〜旅は道連れでゴザルよ〜  | 2006年春 | 金賞         | RPGツクールXP製。あさソンによる「ミチル見参」シリーズの3作品目。 |
| 黒魔剣士アース英雄譚                 | 2006年夏 | 金賞（90点） | RPGツクールXP製。タクミによる「黒魔剣士アース」シリーズの4作品目。 |
| ばとね!!〜ばとるねこみみさん〜       | 2006年夏 | 金賞（87点） | RPGツクール2000製。『ぱよぱぴょ』（2003年）の作者木下英一による作品。 |
| オシチヤ                             | 2006年夏 | 銅賞（68点） | RPGツクール2000製のアドベンチャーゲーム。『冠を持つ神の手』（2009年）を制作した小麦畑による作品。 |
| クリエイティブストーリー             | 2006年秋 | 金賞（87点） | RPGツクール2003製。 |
| 魔壊屋姉妹。                         | 2006年秋 | 金賞（87点） | RPGツクールXP製。 |
| 琥珀色の瞳                           | 2006年冬 | 金賞（86点） | RPGツクール2003製。 |
| 忘れられない記憶                     | 2006年冬 | 金賞（89点） | 当時の公式サイトにおいて受賞作として掲載されていたRPGであるが「名誉の殿堂」には掲載されなかった。 |
| 呪いの海に願いを                     | 2007年春 | 金賞（87点） | RPGツクール2000製。上記の『クミとクマ』を制作したタンクタウンによる作品。 |
| Magic☆Treasure〜天使の舞い降りた街〜 | 2007年春 | 金賞（88点） | RPGツクールXP製。ASUKAが2006年に公開したツクールXP作品『Magic☆Treasure』の続編となっている。 |
| じじばばーん                         | 2007年夏 | 金賞（88点） | RPGツクール2000製。 |
| UnderGarden chronicle                | 2007年夏 | 金賞（87点） | RPGツクールXP製。 |
| フライ・ド・チキン                   | 2007年夏 | 金賞（86点） | RPGツクールXP製。 |
| 奇譚イワナガ                         | 2007年秋 | 金賞（92点） | シューティングツクール95製のアクションゲーム。 |
| 月の涙                               | 2007年秋 | 金賞（87点） | RPGツクール2003製。『リーフ村村長物語』（2002年）の作者知内ひろによる作品。 |
| ミチル見参!〜カラクリ大騒動〜        | 2007年秋 | 金賞（90点） | RPGツクールXP製。あさソンによる「ミチル見参」シリーズの4作品目。 |
| La lune froide                       | 2007年秋 | 金賞（89点） | RPGツクール2000製。上記の『白狼隊士記』を制作したPhysical Room C.S.K.による作品。 |
| ランダムヒーローズ                   | 2007年冬 | 金賞（91点） | RPGツクールXP製。 |
| セイクリッドキャット                 | 2007年冬 | 金賞（89点） | RPGツクールXP製。 |
| タオルケットをもう一度3              | 2007年冬 | 銀賞（77点） | RPGツクール2000製。「タオルケットをもう一度」シリーズの1作品目。 |
| モノリスフィア                       | 2008年春 | 金賞（90点） | WOLF RPGエディター製のアクションゲーム。上記『シルフェイド幻想譚』の作者SmokingWOLFらによる作品。 |
| -新説-UPRISING                       | 2008年春 | 金賞（88点） | RPGツクール2000製のシミュレーションRPG。 |
| エッグハート                         | 2008年夏 | 金賞（87点） | RPGツクール2000製。 |
| いちろ少年忌憚                       | 2008年夏 | 銀賞（72点） | RPGツクール2000製のアドベンチャーゲーム。のちに『いちろ少年忌譚』へ改題。黒史郎による小説版（ISBN 978-4-02-251187-4）が2014年に刊行。『おばけ屋敷探検隊』（2003年）の作者ななえ（ねこふろしき）による作品。 |